# Galáxia de campo
Uma galáxia de campo é uma galáxia que não pertence a um grupo ou aglomerado de galáxias e, portanto, está sozinha gravitacionalmente. Aproximadamente 80% de todas as galáxias localizadas a 5 Mpc (16 Mly) da Via Láctea estão em grupos ou aglomerados de galáxias. A maioria das galáxias de baixo brilho de superfície são galáxias de campo. O tipo mediano de galáxias de campo do tipo Hubble é Sb, um tipo de galáxia espiral.

## Lista de galáxias de campo
Esta é uma lista parcial de galáxias de campo próximas e relativamente brilhantes.
| Galáxia  | Tipo          | Tamanho          | Constelação    | RA              | DEC             | Distância            | Notas |                   |
| -------- | ------------- | ---------------- | -------------- | --------------- | --------------- | -------------------- | --- | ----------------- |
| NGC 404  | SA(s)0        |                  | Andrômeda      | 01h 09m 27.0s   | +35° 43′ 04″    | 11,2 Mly (3,4 Mpc)   | | [ 3 ]             |
| NGC 1313 | SB(s)d        |                  | Reticulum      | 03h 18m 15.4s   | -66° 29′ 50″    | 12,89 Mly (3,95 Mpc) | Apelidada de "Galáxia Topsy Turvy" devido ao seu formato irregular                                                    | [ 3 ]             |
| NGC 2188 | Sm            |                  | Columba        | 06h 10m 09.7s   | -34° 06′ 50″    | 27,5 Mly (8,4 Mpc)   | | [ 3 ]             |
| NGC 2683 | Sc            |                  | Lynx           | 08h 52m 41.3s   | +33° 25′ 18″    | 32,9 Mly (10,1 Mpc)  | | [ 3 ]             |
| NGC 2903 | SBbc          |                  | Leo            | 09h 32m 10.1s   | +21° 30′ 03″    | 30,6 Mly (9,4 Mpc)   | | [ 3 ]             |
| NGC 3115 | S0            |                  | Sextans        | 10h 05m 14.0s   | -7° 43′ 07″     | 31,6 Mly (9,7 Mpc)   | | [ 3 ]             |
| NGC 3621 | SA(s)d        |                  | Hydra          | 11h 18m 16.5s   | –32° 48′ 51″    | 21,7 Mly (6,7 Mpc)   | | [ 3 ]             |
| NGC 4136 | SABc          |                  | Coma Berenices | 12h 09m 17.7s   | +29° 55′ 39″    | 40,9 Mly (12,5 Mpc)  | | [ 3 ]             |
| NGC 4605 | SB(s)c        |                  | Ursa Major     | 12h 39m 59.4s   | +61° 36′ 33″    | 15,3 Mly (4,7 Mpc)   | | [ 3 ]             |
| NGC 5068 | SAB(rs)cd     |                  | Virgo          | 13h 18m 54.8s   | -21° 02′ 21″    | 19,8 Mly (6,1 Mpc)   | | [ 3 ]             |
| NGC 6503 | SA(s)cd LINER | 30 kly (9,2 kpc) | Draco          | 17h 49m 26.514s | +70° 08′ 39.63″ | 18,5 Mly (5,7 Mpc)   | Também chamada de "Lost-In-Space galaxy" (galáxia perdida no espaço) devido à sua localização próxima ao Vazio Local. | [ 3 ] [ 4 ] [ 5 ] |